# Лысьва (приток Камы)
Лы́сьва (от коми-перм. лыс — хвоя, хвойный и ва — вода, река)— река в Пермском крае, протекает в основном в Соликамском районе. Устье реки находится в 913 км по правому берегу Камы. Длина реки составляет 72 км, площадь бассейна — 332 км². В 54 км от устья принимает справа реку Курныловка.
Исток реки в лесах у нежилой деревни Тимина в 6 км к юго-востоку от села Уролка. Исток лежит на водоразделе с бассейном Уролки. Генеральное направление течения — юго-восток, русло сильно извилистое. Верховья реки проходят по ненаселённому лесному массиву, в среднем течении реки на ней стоят два примыкающих друг к другу села — Касиб и Лызиб, в нижнем течении на реке стоят деревни Пегушино, Ефремы, Харенки, Пузаны, Елькина, а также ряд нежилых. Высота устья — 108,5 м над уровнем моря. Высота истока — 174,7 м над уровнем моря.
Большая часть течения проходит по Соликамскому району, в среднем течении река преодолевает небольшой участок по Усольскому району. Притоки — реки Курныловка (правый), Юсиха (левый); ручьи Мельничный, Банный (правые), Тыгель (левый). Впадает в извилистый боковой затон Камы, образованный подпором Камского водохранилища чуть ниже Соликамска. В этот же затон впадает и река Суплес. Ширина реки перед устьем около 12 метров.
Название реки означает «хвойная вода», или «река, протекающая по хвойным лесам».

## Данные водного реестра
По данным государственного водного реестра России относится к Камскому бассейновому округу, водохозяйственный участок реки — Кама от водомерного поста у села Бондюг до города Березники, речной подбассейн реки — бассейны притоков Камы до впадения Белой. Речной бассейн реки — Кама.
Код объекта в государственном водном реестре — 10010100212111100006895.